# 일월초등학교 청기분교
일월초등학교 청기분교는 대한민국 경상북도 영양군 청기면 정족리에 있는 공립 초등학교이다.

## 학교 연혁
- 1932년 5월 5일 청기공립보통학교(4년제) 개교(설립인가 2월 19일)
- 1938년 4월 1일 청기공립심상소학교(6년제)로 개칭
- 1941년 4월 1일 청기공립국민학교로 개칭
- 1947년 2월 20일 청일분교장 개교
- 1954년 4월 30일 청일국민학교 분리
- 1981년 3월 1일 병설유치원 개원
- 1996년 3월 1일 청기초등학교 개칭
- 1998년 3월 1일 청일초등학교 분교장 격하 편입
- 1999년 3월 1일 일월초등학교로 편입, 청기초등학교 청일분교장 → 입암초등학교 이관

## 참고 자료
- 일월초등학교청기분교장 - 한국교육학술정보원 학교알리미